# Jyväskylä

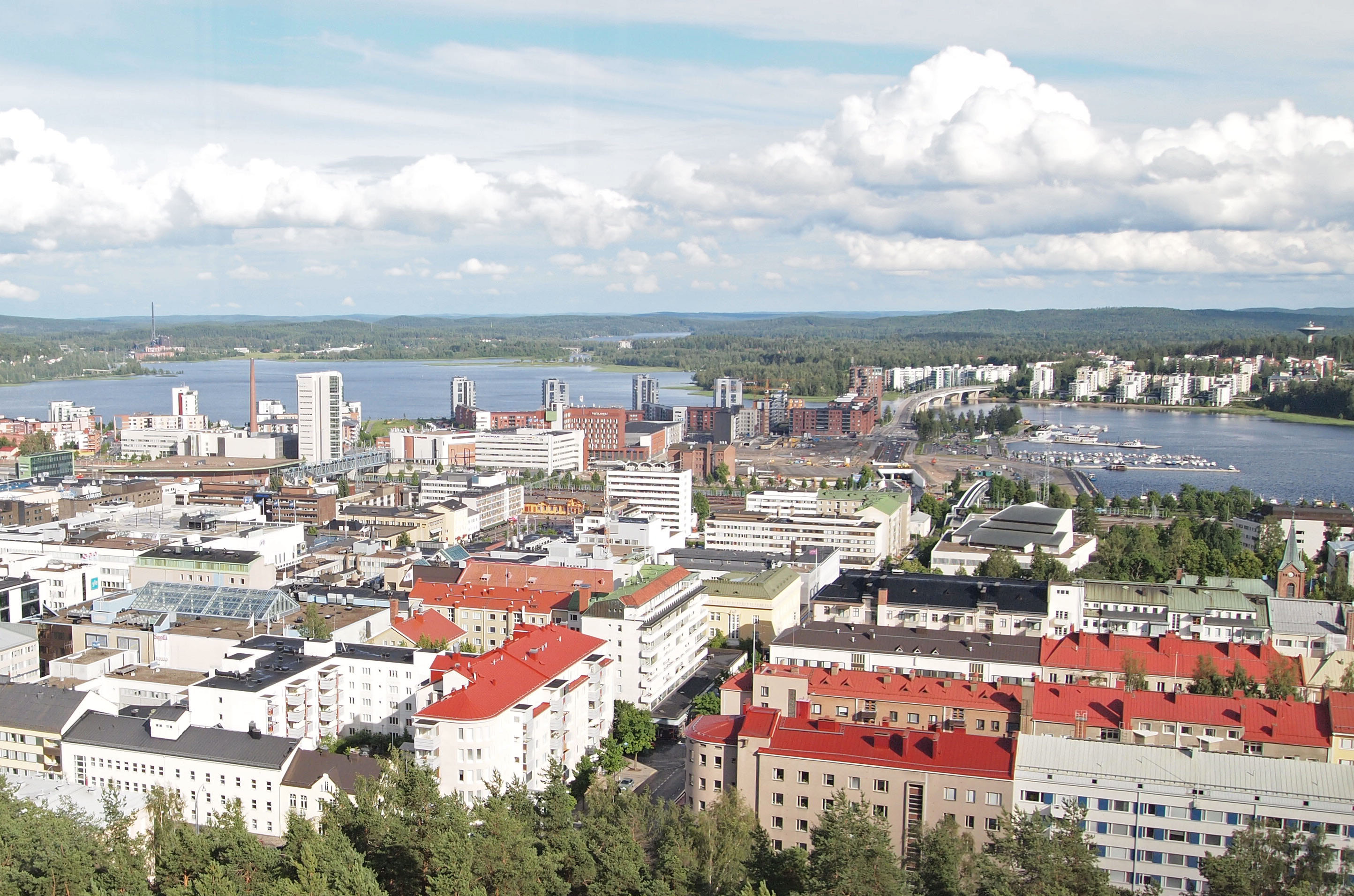
Pohled na město

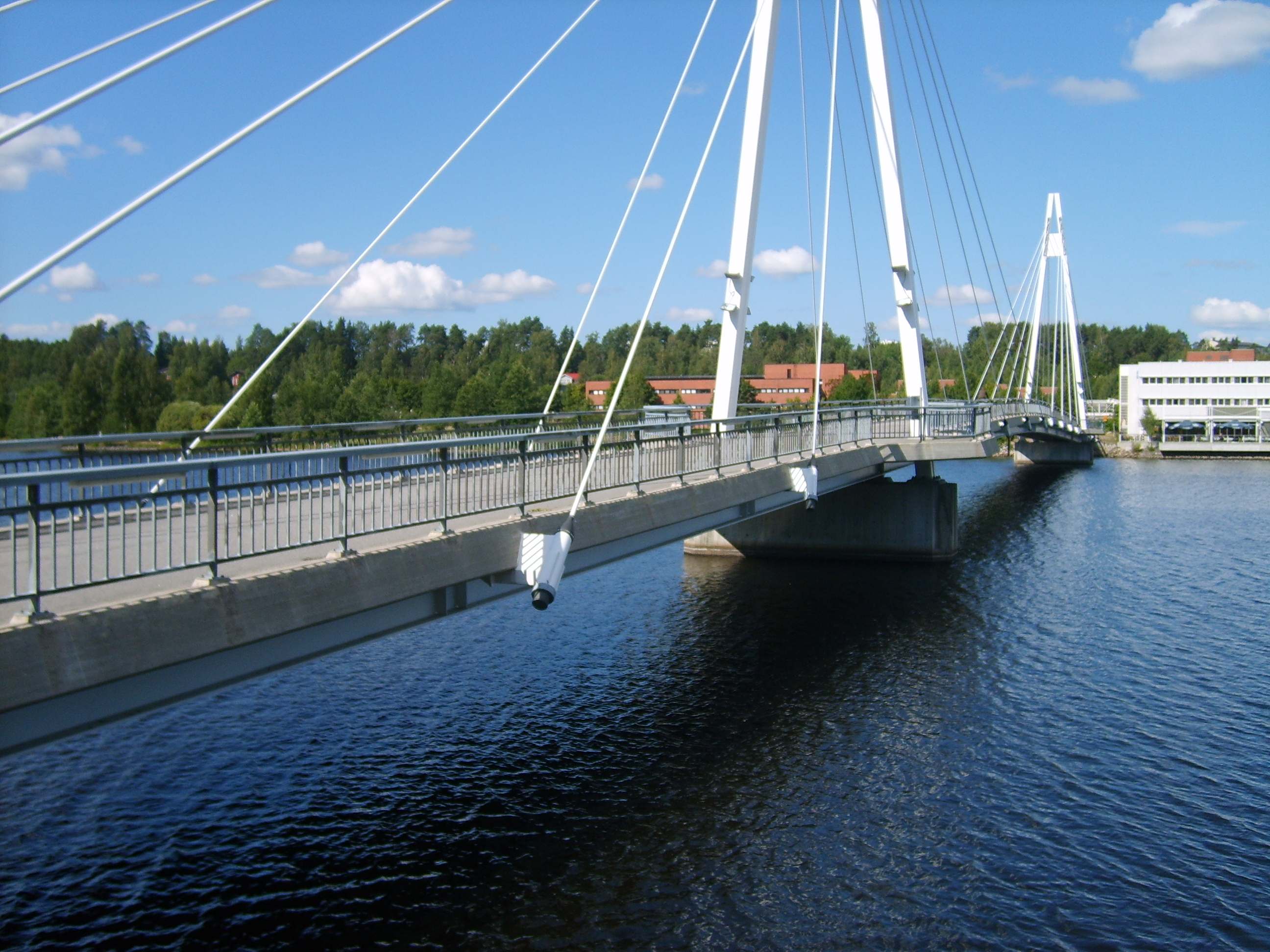
Jyvaskyla university bridge August

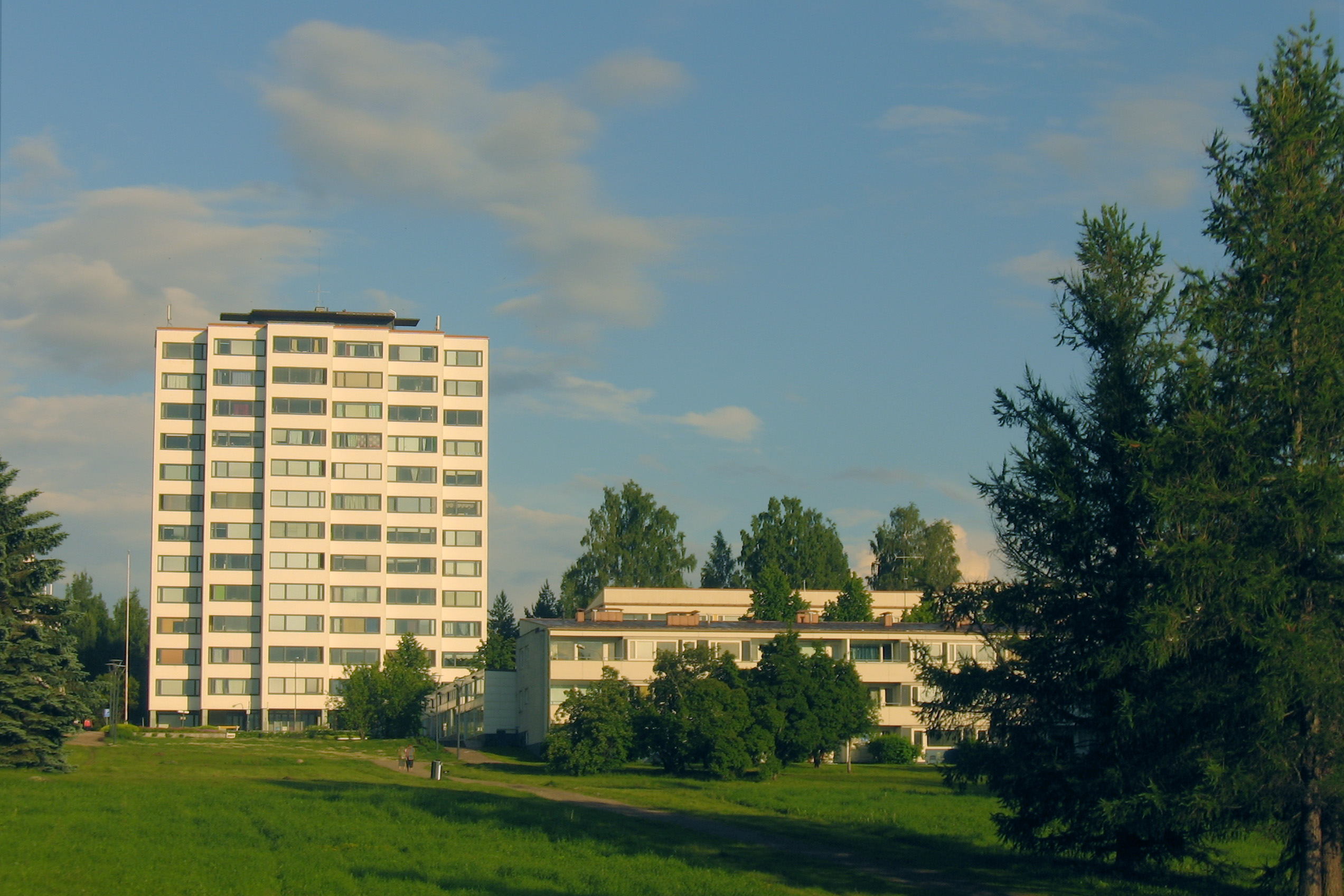
Viitatorni

'Jyväskylä (finsky  jyʋæsˌkylæ) je finské město ležící přibližně 150 km severovýchodně od města Tampere a 270 km severně od Helsinek, hlavního města Finska.
Jedná se o největší město v provincii Střední Finsko, a ve Finské jezerní plošině. S 147,856 (2024) obyvateli je sedmým největším městem Finska. Jeho rozloha je 1 466 km², z čehož 295 km² tvoří vodní plocha. Jyväskylä byla ve 20. století jedním z nejrychleji se rozvíjejících finských měst, kdy v roce 1940 čítala pouhých 8 tisíc obyvatel.
Elias Lönnrot, který sestavil finský národní epos Kalevala, dal městu přezdívku „Finské Athény“. Jyväskylä je univerzitním městem (v roce 2018 zde pobývalo 45 tisíc studentů) a přezdívku si vysloužilo právě za svou důležitou roli vzdělávacího centra.
Mnoho budov v Jyväskylä navrhl Alvar Aalto. Město každoročně hostí motoristickou soutěž Neste Rally Finland, dříve známou pod názvem „Rally tisíce jezer“.

## Historie
Jyväskylä byla založena 22. března 1837 carem Mikulášem I. a byla vlastně postavena na „zelené louce“. Původní město bylo postaveno mezi jezerem Jyväs, které je spojeno s jezerem Päijänne a Jyväskyläským vrchem. Sestávalo z většiny dnešního centra města s charakteristickým pravoúhlým systémem ulic. Během 20. století bylo město několikrát rozšířeno.

## Školství
Jyväskylä je proslulá svým školstvím. Drží v něm několik historických prvenství.
- První finskojazyčné gymnázium (1858).
- První finskojazyčná škola pro učitele (1863)
- První finskojazyčná škola pro děvčata (1864)
- První finská letní univerzita (1914)

Díky těmto prvenstvím a velkému počtu škol je město známo jako „Finské Athény“. Původní škola pro učitele se v roce 1937 změnila na Vysokou školu pedagogickou a později v roce 1966 na Jyväskyläskou univerzitu, která se stala jednou z nejpopulárnějších ve Finsku. Studuje na ní přes 15 000 studentů. Mimo mnoho jiných oborů, je to jediná finská vysoká škola, kde se vychovávají učitelé sportu a trenéři.

## Další drobné informace
- Planetce 1500 Jyväskylä dal po městu jméno její objevitel Yrjö Väisälä.
- Mezi rodáky patří český kytarista a písničkář Jan-Matěj Rak

## Partnerská města
- Debrecín, Maďarsko, 1970
- Esbjerg, Dánsko, 1947
- Eskilstuna, Švédsko, 1947
- Fjarðabyggð, Island, 1958
- Jaroslavl, Rusko, 1966
- Kchun-ming, Čína
- Mu-tan-ťiang, Čína, 1988
- Niiza, Japonsko, 1997|
- Postupim, Německo, 1985
- Poznaň, Polsko, 1974
- Stavanger, Norsko, 1947
- Tarton maalaiskunta, Estonsko, 1991